# Valgbarhed
Valgbarhed er retten til at opnå valg. Gruppen af valgbare personer er ikke nødvendigvis sammenfaldende med gruppen af personer med valgret.
En død person kan få flest stemmer ved et valg, men en død person er ikke valgbar.

## Danmark
I Danmark er man ifølge Grundloven § 30 valgbar til Folketinget hvis man har stemmeret til Folketinget, på nær hvis man er straffet for en handling der i almindeligt omdømme gør sig uværdig til at være medlem af Folketinget. De grundlæggende regler er fastlagt i grundloven:
| Citat | § 30, stk. 1 Valgbar til folketinget er enhver, som har valgret til dette, medmindre vedkommende er straffet for en handling, der i almindeligt omdømme gør ham uværdig til at være medlem af folketinget. § 33 Folketinget afgør selv gyldigheden af sine medlemmers valg samt spørgsmål om, hvorvidt et medlem har mistet sin valgbarhed. | Citat |
|       | |       |

I praksis bliver vurderingen om værdighed udført efter valget. Det nyvalgte Folketing godkender selv valget og de enkelte medlemmers valgbarhed ifølge regler i Folketingets forretningsorden, først i udvalget for valgs prøvelse og derefter ved afstemning i selve Folketinget. I den nuværende grundlovs tid har Folketinget fire gange besluttet at nogen var uværdig til at være folketingsmedlem. Et af dem, Mogens Glistrup, blev senere genvalgt og ikke kendt uværdig efter at hans fængselsstraf var udstået. En række folketingsmedlemmer er blevet dømt for forskellige mindre forseelser uden at blive kendt uværdige, eller uden at nogen har rejst en sag om valgbarhed i Folketinget, men en stor del af dem har valgt ikke at genopstille.